# Пракууба

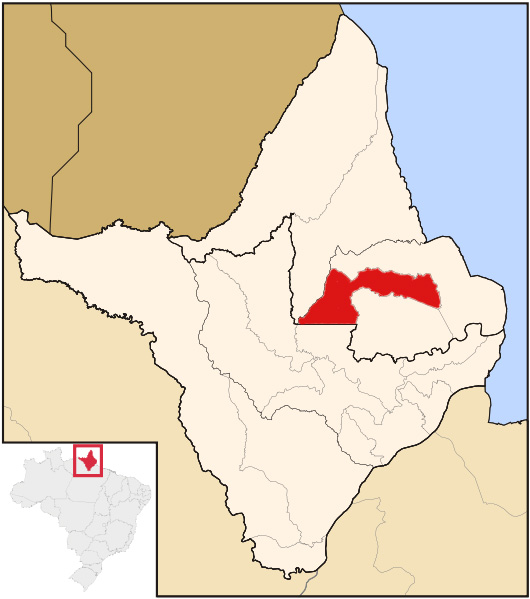
Пракууба на карте штата.

Пракууба (порт. Pracuuba) — муниципалитет в Бразилии, входит в штат Амапа. Составная часть мезорегиона Север штата Амапа. Входит в экономико-статистический микрорегион Амапа. Население составляет 3793 человека на 2010 год. Занимает площадь 4948,519 км². Плотность населения — 0,77 чел./км².

## Границы
Муниципалитет Пракууба граничит
- на севере и на востоке —  муниципалитет Амапа
- на юге —  муниципалитеты Феррейра-Гомис,  Тартаругалзинью
- на западе —  муниципалитет Калсуэни

## Демография
Согласно сведениям, собранным в ходе переписи 2010 г. Национальным институтом географии и статистики (IBGE), население муниципалитета Пракууба составляет
| Полное население                               | Полное население                               | Полное население                               | Полное население                               | 3793  |
| ---------------------------------------------- | ---------------------------------------------- | ---------------------------------------------- | ---------------------------------------------- | ----- |
| в том числе                                    | Городское население                            | 1881                                           | Процент городского населения, %                | 49,59 |
|                                                | Сельское население                             | 1912                                           | Процент сельского населения, %                 | 50,41 |
|                                                | Мужское население                              | 1997                                           | Процент мужского населения, %                  | 52,65 |
|                                                | Женское население                              | 1796                                           | Процент женского населения, %                  | 47,35 |
| Плотность населения, чел/км²                   | Плотность населения, чел/км²                   | Плотность населения, чел/км²                   | Плотность населения, чел/км²                   | 0,77  |
| Население муниципалитета в % к населению штата | Население муниципалитета в % к населению штата | Население муниципалитета в % к населению штата | Население муниципалитета в % к населению штата | 0,57  |

По данным оценки 2015 года, население муниципалитета составляет 4531 житель.

## Важнейшие населенные пункты
| № | Населённый пункт | Населённый пункт (порт.) | Категория | Население чел. (2010) (место среди н.п. штата) | На карте                       |
| - | ---------------- | ------------------------ | --------- | ---------------------------------------------- | ------------------------------ |
| 1 | Пракууба         | Pracuúba                 | город     | 1881 (15)                                      | 1°44′35″ с. ш. 50°47′09″ з. д. |
| 2 | Кужубин          | Cujubim                  | поселок   | 463 (43)                                       | 1°39′43″ с. ш. 50°55′05″ з. д. |
| 3 | Флешал           | Flechal                  | поселок   | 386 (48)                                       | 1°43′49″ с. ш. 50°52′38″ з. д. |